# Philipp Fröhlich
Philipp Fröhlich (1975, Schweinfurt) es un artista alemán que vive y trabaja en Bruselas. Su pintura, dentro de la figuración, está influenciada por sus estudios de escenografía y el uso de maquetas para la composición del cuadro.

## Vida y trabajo
Nació en 1975 en Schweinfurt, Alemania. Entre 1996 y 2002 estudió en la Kunstakademie de Düsseldorf con el escenógrafo Karl Kneidl. Trabajó como ayudante de su profesor en diversas producciones de teatro y ópera, representadas en teatros como el Stadttheater Düsseldorf, el Hamburger Kammerspiele (con Peter Zadek) y el Staatstheater Stuttgart.
Entre 2002 y 2016 residió en Madrid, donde fue representado por la galería Soledad Lorenzo hasta su cierre en 2012. Actualmente está representado por la galería Juana de Aizpuruy la Galería Juan Silió.
Su trabajo se encuentra en varios museos y colecciones públicas, como el Museo Nacional Centro de Arte Reina Sofía en Madrid, el Von der Heydt- Museum Wuppertal, el CA2M en Móstoles, el MUSAC de León, o el Museo Patio Herreriano en Valladolid.

## Exposiciones

### Individuales
- "Hänsel und Gretel", Galería Juana de Aizpuru, Madrid
- "HOAP OF A TREE", Galería Juana de Aizpuru, Madrid
- "Remote viewing", Galería Soledad Lorenzo, Madrid.
- "Scare the night away", Galería Soledad Lorenzo, Madrid.
- "Beachy head", Galería Soledad Lorenzo, Madrid.
- "Exvoto. Where is Nikki Black", Laboratorio987, MUSAC, León.

### Colectivas (Selección)
- "Cuestiones Personales", Colección Soledad Lorenzo, Museo Nacional Centro de Arte Reina Sofía, Madrid.
- "Neue Sammlungspräsentation, Aufbruch in die Moderne", Von der Heydt- Museum Wuppertal, Germany.
- "De la Habana ha venido un...", Galería Juana de Aizpuru, Madrid.
- "Imbalance", Laznia Centre for Contemporary Art, Gdansk, Poland.
- "Iconografías 2.0" Museo Patio Herreriano, Valladolid.
- "Una mirada a lo desconocido", DA2, Salamanca.
- "Fiction and Reality", Moscow Museum of Modern Art, Moscow.
- "Colección II", Centro de Arte Dos de Mayo, Madrid.
- "Existencias", MUSAC, León.[9]
- "Declaración de ruina", Fundación Cerezales Antonio y Cinia, Cerezales del Condado, León.
- "Una posibilidad de escape", Colección Musac, Espai d’art contemporani, Castellón.[10]
- "2014 Antes de Irse", MACUF, La Coruña.[11]